# Eschaton
Eschaton – koniec wszystkiego, ostateczne przeznaczenie świata, przedmiot badań eschatologii. W teologii chrześcijańskiej eschatonem jest koniec obecnych czasów, czego kulminacją ma być powrót Chrystusa i zapanowanie nowego ładu, wraz z nowym niebem i ziemią.